# Sylvia Tamale
Sylvia Rosila Tamale là một nữ học giả người Uganda, và là nhà hoạt động nhân quyền ở Uganda. Bà là nữ trưởng khoa đầu tiên tại Khoa Luật tại Đại học Makerere, Uganda.

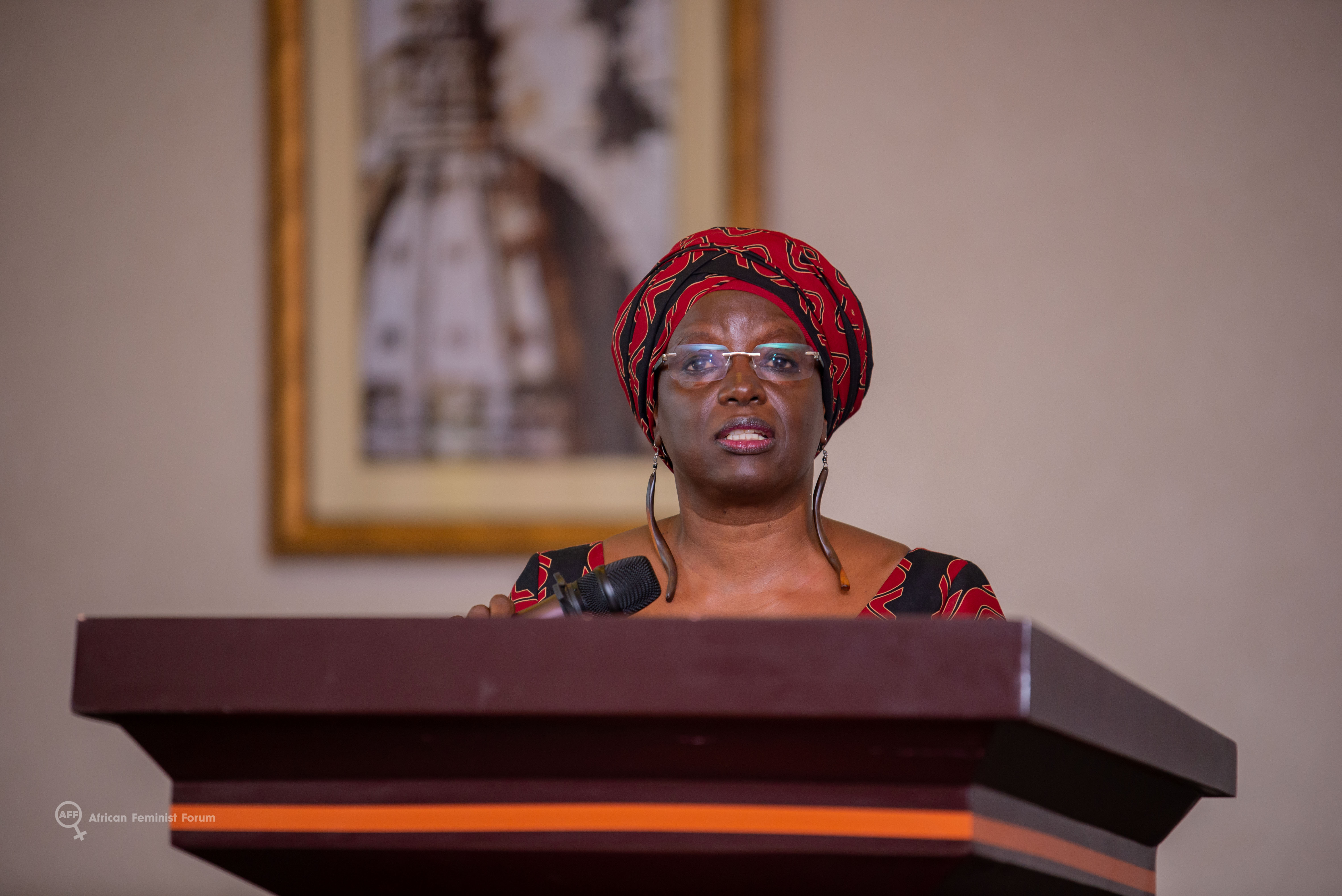
Professor Sylvia Tamale

## Giáo dục
Tamale nhận bằng Cử nhân Luật với bằng danh dự của Đại học Makerere, Thạc sĩ Luật của Trường Luật Harvard, và Tiến sĩ Triết học về xã hội học và nghiên cứu nữ quyền của Đại học Minnesota năm 1997. Tamale nhận bằng Cao học về Luật pháp Trung tâm, Kampala, vào năm 1990, tốt nghiệp đứng đầu lớp.

## Giảng dạy
Tamale đã từng là giáo sư thỉnh giảng tại Viện Giới tính Châu Phi của Đại học Cape Town và là một học giả thỉnh giảng tại Đại học Wisconsin. Năm 2003, bà bị những người bảo thủ Uganda kết án vì đã đề xuất rằng những người đồng tính nam và đồng tính nữ cần được đưa vào định nghĩa "thiểu số". Tamale là Trưởng khoa Luật và Pháp lý tại Đại học Makerere ở Kampala, Uganda, từ năm 2004 đến năm 2008.

## Giải thưởng
Từ năm 1993 đến năm 1997, bà nhận được học bổng Fulbright-MacArthur để theo học tại Harvard. Năm 2003, bà giành được giải thưởng Đại học Minnesota cho lãnh đạo xuất sắc quốc tế cho công việc của mình tại trường đại học. Năm 2004, bà được trao giải Akina Mama wa Afrika của Akina Mama wa Afrika, một tổ chức phát triển phi chính phủ ở Châu Phi, có trụ sở tại Kampala, Uganda. Năm 2004, bà được một số tổ chức phụ nữ ở Uganda công nhận, vì bà cho hoạt động nhân quyền.